# Friedrich Hoffmann (Geologe)
Friedrich Hoffmann (* 6. Juli 1797 in Wehlau; † 6. Februar 1836 in Berlin) war ein deutscher Geologe, Vulkanologe und Hochschullehrer an der Universität Berlin. Er war ein Pionier der geologischen Erforschung Nordwestdeutschlands (insbesondere des Mesozoikums) und des Vulkanismus.

## Leben
Hoffmann wurde in Ostpreußen geboren, wo sein Vater die Mühlen an der Pinnau in Wehlau beaufsichtigte. Er zog mit der Familie über Königsberg nach Berlin, wo sein Vater ab 1810 das Statistische Bureau leitete. Hoffmann besuchte das Friedrichswerdersches Gymnasium in Berlin und interessierte sich schon als Schüler für das Sammeln von Pflanzen und Tieren. In den Befreiungskriegen kämpfte er ab 1813 als Freiwilliger bei den Jägern (Dresden, Leipzig, Frankfurt, Freiburg, Brienne, Paris). Danach holte er das Abitur in Berlin nach, mit Prüfungsvorbereitung überwiegend im Selbststudium, und begann 1814 ein Medizinstudium in Berlin, das 1815 wieder kurz durch Teilnahme an den Befreiungskriegen unterbrochen wurde. Ab 1819 studierte er in Göttingen, wo er sich unter dem Einfluss von Friedrich Hausmann der Geologie und Mineralogie zuwandte, was er in Berlin bei Christian Samuel Weiß fortsetzte. Er studierte ab 1820 (von Magdeburg und Helmstedt kommend) die Geologie der Harz-Umgebung und dehnte das auf weitere Gebiete Nord- und Mitteldeutschlands (Wesergebiet, Gipsberge von Bad Segeberg und Lüneburg, West-Thüringen, Hoher Meißner, Kupferschiefer des Richelsdorfer Gebirge) bis Helgoland aus (das er als einer der Ersten geologisch untersuchte), was zu seiner ersten Veröffentlichung 1823 führte, wobei er die Haupt-Streichrichtungen zu tektonischen Schlussfolgerungen für das Mesozoikum (neben Trias besonders Jura und Kreide) von Norddeutschland und seinen Zusammenhang mit dem in England nutzte. Er ging dabei weit über die ersten Ansätze von Abraham Gottlob Werner hinaus. Die Nutzung der Streichlinien zur Kennzeichnung größerer geologischer Einheiten baute auf Leopold von Buch und Elie de Beaumont auf. Die Arbeit machte Leopold von Buch und Alexander von Humboldt auf ihn aufmerksam, die seine Habilitation in Halle 1823 unterstützten (De vallium in Germania boreali principalium directione memorabili congrua). 1824 wurde er außerordentlicher Professor in Halle und setzte seine geologische Durchmusterung von Nordwestdeutschland fort, dargelegt in einem 1830 erschienenen Buch. 1824 drang er nach Westen bis zum Rheinischen Schiefergebirge vor, 1825 im Nordwesten bis Münster und Bentheim, 1826 im Erzgebirge (wobei er eine erzgebirgische Streichrichtung ausmachte) und Fichtelgebirge und 1827 die Gegend zwischen Harz und Thüringer Wald. Dabei führte er rund 2000 Höhenmessungen durch und erforschte eine Fläche von rund 650 Quadratmeilen. Bei der Auswertung in Berlin von 1827 bis 1829 wurde er durch das Preußische Ministerium finanziell unterstützt.
Danach wandte er sich auf einer Italienreise 1828 bis 1833 der Erforschung des Vulkanismus zu, den er als Antriebskraft der Gebirgsbildung sah. Er besuchte auf der Reise auch Wien, Triest, Venedig, Florenz, Siena, Elba  und traf in Rom den Schweizer Geologen Arnold Escher von der Linth, mit dem er sich anfreundete. Er besuchte kurz den Vesuv (bei dem er auf der Rückreise 1832 einen kleineren Ausbruch beobachtete), konzentrierte sich aber auf Sizilien und den Ätna und beobachtete 1831 die Entstehung der Vulkaninsel Ferdinandea im Meer vor Sizilien (vor Constant Prévost), die aber bereits 1832 wieder verschwand. Er beobachtete auch einen Stromboli-Ausbruch und erstellte eine geologische Karte von Sizilien. Hoffmann besuchte auch die Marmorbrüche in Carrara und publizierte über diese. Die Bohrmuschellöcher am Serapis-Tempel in Pozzuoli deutete er korrekt als Hinweis auf Festlandssenkungen und -hebungen. Bei der Rückkehr wurde er 1834 außerordentlicher Professor in Berlin und hielt Vorlesungen über Geologie und  deren Geschichte, Vulkane und Erdbeben, Paläontologie, Hydrographie und Physikalische Geographie. Er starb bald darauf an einer chronischen Erkrankung – schon bei seiner Rückreise aus Italien 1833 hatte er einen körperlichen Zusammenbruch (wahrscheinlich Tuberkulose). Seine Vorlesungen und Reiseaufzeichnungen aus Italien wurden postum veröffentlicht.
Auf ihn (1823) und Christian Keferstein (1824) wird die erstmalige, von Leopold von Buch in die Literatur eingeführte Bezeichnung Keuper zurückgeführt.

## Schriften
- Physikalische Geographie: Vorlesungen gehalten an der Universität zu Berlin in den Jahren 1834 und 1835, Berlin : Nicolaische Buchhandlung, 1837 (Band 1 der Nachgelassenen Schriften, mit Publikationsverzeichnis und Biographie), Archive
- Geschichte der Geognosie und Schilderung der vulkanischen Erscheinungen: Vorlesungen gehalten an der Universität zu Berlin in den Jahren 1834 und 1835, Berlin : Nicolaische Buchhandlung, 1838 (Band 2 der Nachgelassenen Schriften)
- Versuch einer systematischen Anordnung der Gebirgsarten nach ihrem natürlichen Verhältniß unter einander, Isis, Heft VIII, 1821, S. 710
- Beiträge zur geognostischen Kenntniß von Nord-Deutschland, Berlin 1823
- Uebersicht der orographischen und geognostischen Verhältnisse vom nordwestlichen Deutschland, Leipzig 1830 (mit Atlas)
- Intorno al nuovo Vulcano presso la città di Sciacca, Palermo 1831
- Geognostische Beobachtungen auf einer Reise durch Italien und Sicilien, Berlin 1839 (auch in Karsten´s Archiv 13, 1839)

Einige Aufsätze:
- Einige Bemerkungen über die Vegetation und die Fauna von Helgoland, Verhandlungen der Ges. d. naturforschenden Freunde Berlin 1, 1829
- Ueber die Beschaffenheit des römischen Bodens nebst einigen allgemeinen Bemerkungen über den geognostischen Charakter Italiens, Poggendorff’s Annalen, Band 16, S. 1
- Ueber das Albanergebirge und den Aetna, Karsten’s Arch. N. R. III., 1831, S. 361 *Ueber den Serapis-Tempel bei Pozzuoli, Karsten’s Arch. N. R. III., 1831, S. 373
- Ueber die tertiären Bildungen an der Küste Siciliens etc., Karsten’s Arch. N. R. III., 1831, S. 383
- Ueber das Kap Passaro und das Val di Noto, Karsten’s Arch. N. R. III., 1831, S. 397
- Verhältniß der in den letzten 40 Jahren zu Palermo beobachteten Erdstöße etc., Poggendorff’s Annalen 24, 1832, S. 49
- Ueber das im mittelländischen Meere entstandene vulkanische Eiland, Poggendorffs Annalen 24, 1832, S. 65
- Ueber die Knochen führende Grotte von Mardolce bei Palermo, Karsten’s Arch., N. R. IV., 1832, S. 253
- Ueber die geognostischen Verhältnisse der liparischen Inseln, Poggendorff’s Annalen 26, 1832, S. 1
- Ueber die Gebirgsverhältnisse der Grafschaft Massa Carrara, Karsten’s Arch., N. R. VI., S.  229
- Mémoire sur les terrains vulcaniques de Naples, de la Sicile, des îles de Lipari, Bull. d. l. soc. geol. d. France, III, 1833, S. 170
- Observations sur les communications de M. Prevost relatives à la Sicile, Bull. d. l. soc. geol. d. France, III, 1833, S. 175
- Observations sur le marbre de Carrare et quelques fossiles de la Spezia, Bull. d. l. soc. geol. d. France, III, 1833, S. 179
- Observations faites avec Escher sur les porphyres au bord des Alpes dans le canton de Tessin, Bull. d. l. soc. geol. d. France, IV., 1834, S. 103 und 326